# 1978-as magyar atlétikai bajnokság
Az 1978-as magyar atlétikai bajnokság a 83. bajnokság volt. A férfiaknál utoljára rendezték meg a csapat 5000 méteres futást és a női futó csapat versenyt.

## Helyszínek
- mezei bajnokság: április 3., Dunakeszi, lóversenypálya
- váltóbajnokság: május 20–21., Népstadion
- 50 km-es gyaloglás: május 21., Debrecen, Nagyerdő
- összetett bajnokság: július 1–2., Újpesti Dózsa pálya, Szilágyi u
- pályabajnokság: július 20–22., Népstadion
- 20 km-es gyaloglás: július 23., Szolnok, Tiszaliget
- futó csapatbajnokság: október 7., Budapest, lóversenypálya
- maraton: október 29., Csepel-sziget

## Eredmények

### Férfiak
| Versenyszám            | Arany                                                                             | Arany      | Ezüst                                                                           | Ezüst      | Bronz                                                              | Bronz      |
| ---------------------- | --------------------------------------------------------------------------------- | ---------- | ------------------------------------------------------------------------------- | ---------- | ------------------------------------------------------------------ | ---------- |
| 100 m                  | Nagy István Hevesi SE                                                             | 10,70      | Babály László Debreceni MTE                                                     | 10,80      | Tatár István Bp. Honvéd                                            | 10,82      |
| 200 m                  | Babály László Debreceni MTE                                                       | 21,48      | Nagy István Hevesi SE                                                           | 21,49      | Kiss István Csepel SC                                              | 21,63      |
| 400 m                  | Hornyacsek Nándor Újpesti Dózsa                                                   | 47,55      | Paróczai András Szolnoki MÁV                                                    | 47,73      | Magyar Gyula Bp. Honvéd                                            | 47,78      |
| 800 m                  | Paróczai András Szolnoki MÁV                                                      | 1:50,1     | Szántó Tamás Debreceni MTE                                                      | 1:50,3     | Ötvös Imre Ferencvárosi TCZsinka András Újpesti Dózsa              | 1:50,3     |
| 1500 m                 | Kispál László Komlói Bányász                                                      | 3:55,4     | Zsinka András Újpesti Dózsa                                                     | 3:55,9     | Szántó Tamás Debreceni MTE                                         | 3:56,1     |
| 5000 m                 | Kispál László Komlói Bányász                                                      | 13:44,6    | Horváth Béla Ferencvárosi TC                                                    | 13:57,7    | Kocsis László Diósgyőri VTK                                        | 14:04,8    |
| 10 000 m               | Kerékjártó István Újpesti Dózsa                                                   | 28:55,2    | Fancsali András Újpesti Dózsa                                                   | 28:57,9    | Mohácsi Péter MTK-VM                                               | 29:35,4    |
| 4 × 100 m              | Bagyura József Magyar Gyula Katona Gábor Tatár István Bp. Honvéd                  | 41,23      | Kovács Gyula Nagy Tibor Kövesdi István Bodó Béla Debreceni MTE                  | 41,33      | Laklia Pál Szalma László Farkas Béla Novobáczky József TFSE        | 41,54      |
| 4 × 200 m              | Kovács Gyula Nagy Tibor Kövesdi István Bodó Béla Debreceni MTE                    | 1:25,1     | Bagyura József Hirth Mihály Magyar Gyula Tatár István Bp. Honvéd                | 1:25,4     | Bognár László Tóth József Balogh László Nagy Mihály SZEOL AK       | 1:27,9     |
| 4 × 400 m              | Takács István Hornyacsek Nándor Árva István Zsinka András Újpesti Dózsa           | 3:13,6     | Nagy Tibor Kövesdi István Szántó Tamás Nagy Miklós Debreceni MTE                | 3:14,1     | Bagyura József Hirth Mihály Kendi Lajos Magyar Gyula Bp. Honvéd    | 3:14,2     |
| 4 × 800 m              | Bottlik Béla Zsinka András Kiss János Zemen János Újpesti Dózsa                   | 7:27,1     | Gödöny István Szvoboda János Horváth Béla Hrenek János Ferencvárosi TC          | 7:27,1     | Nyári György Kónya Mihály Bucsuházi József Török János SZEOL AK    | 7:39,4     |
| 4 × 1500 m             | Kiss János Kerékjártó István Zsinka András Zemen János Újpesti Dózsa              | 15:19,5    | Gödöny István Bikszády György Horváth Béla Hrenek János Ferencvárosi TC         | 15:19,7    | Tóth László Wolford László Kapcsos Tamás Majer József Bp. Honvéd   | 15:47,4    |
| 110 m gát              | Milassin Lóránd Bp. Honvéd                                                        | 14,43      | Bognár László SZEOL                                                             | 14,48      | Kövesdi István Debreceni MTE                                       |            |
| 400 m gát              | Kövesdi István Debreceni MTE                                                      | 51,27      | Takács József Bp. Vasas                                                         | 52,23      | Árva István Újpesti Dózsa                                          | 52,35      |
| 3000 m akadály         | Kocsis László Diósgyőri VTK                                                       | 8:47,2     | Wolford László SZEOL                                                            | 8:48,0     | Szeleczky József Diósgyőri VTK                                     | 8:50,3     |
| 20 km gyaloglás        | Sztankovics Imre BEAC                                                             | 1:30:44,4  | Dalmati János Bp. Honvéd                                                        | 1:32:40,8  | Sátor László Bp. Honvéd                                            | 1:32:46,2  |
| 50 km gyaloglás        | Sátor László Bp. Honvéd                                                           | 4:13:54,4  | Danovszky Ferenc Bp. Építők                                                     | 4:26:43,8  | Dalmati János Bp. Honvéd                                           | 4:27:33,2  |
| magasugrás             | Major István Bp. Honvéd                                                           | 218 cm     | Kelemen Endre Újpesti Dózsa                                                     | 218 cm     | Gerstenbrein Tibor Csepel SC                                       | 215 cm     |
| távolugrás             | Szalma László TFSE                                                                | 794 cm     | Kandár Tibor Olajbányász                                                        | 789 cm     | Németh Gyula Bakony Vegyész                                        | 770 cm     |
| hármasugrás            | Katona Gábor Bp. Honvéd                                                           | 16,58 m    | Kiss Tibor TFSE                                                                 | 16,02 m    | Kövesi Tibor Csepel SC                                             | 15,67 m    |
| rúdugrás               | Veisz János Bp. Honvéd                                                            | 490 cm     | Steinhacker Róbert MTK-VM                                                       | 480 cm     | Makó Ernő Bp. SpartacusFülöp László Bp. Spartacus                  | 470 cm     |
| súlylökés              | Szabó László Videoton                                                             | 19,40 m    | Várkonyi Gábor MTK-VM                                                           | 18,83 m    | Kácsor István Gödöllői EAC                                         | 17,85 m    |
| diszkoszvetés          | Faragó János Diósgyőri VTK                                                        | 62,62 m    | Szauer Pál BVSC                                                                 | 61,48 m    | Szegletes Ferenc Bp. Építők                                        | 60,86 m    |
| gerelyhajítás          | Boros Sándor Újpesti Dózsa                                                        | 84,46 m    | Németh Miklós Bp. Vasas                                                         | 83,44 m    | Paragi Ferenc Csepel SC                                            | 81,60 m    |
| kalapácsvetés          | Tamás Gábor Gödöllői EAC                                                          | 70,06 m    | Zeitler Kálmán Ferencvárosi TC                                                  | 69,20 m    | Encsi István Bp. Építők                                            | 67,54 m    |
| tízpróba               | Kiss Árpád Újpesti Dózsa                                                          | 7908       | Sepsy András MTK-VM                                                             | 7475       | Hoffer József TFSE                                                 | 7321       |
| maraton                | Szekeres Ferenc Csepel SC                                                         | 2:16:38,8  | Sinkó György Bp. Honvéd                                                         | 2:17:32,6  | Fancsali András Újpesti Dózsa                                      | 2:18:06,6  |
| mezei futás (12 km)    | Török János SZEOL AK                                                              | 37:20,8    | Kerékjártó István Újpesti Dózsa                                                 | 37:26,4    | Fancsali András Újpesti Dózsa                                      | 37:27,5    |
| csapat 20 km gyaloglás | Dalmati János Sátor László Szálas János Bp. Honvéd                                | 4:41:14,8  | Danovszky Ferenc Jung András Török Mihály Bp. Építők                            |            | Grandpierre Csaba Tari János Sipos István Szegedi VSE              |            |
| csapat 50 km gyaloglás | Danovszky Ferenc Jung András Török Mihály Bp. Építők                              | 13:59:24,2 | Márton Attila Lányi Lajos Hudi Rudolf Ganz-MÁVAG                                | 15:09:49,0 | Patai Sándor Széles Menyhért Kiss Gábor Bp. Építők                 | 15:25:00,0 |
| csapat 5000 m          | Pfeffer Ottó Horváth Béla Brenner Pál Deák Nagy Imre Hrenek János Ferencvárosi TC | 48         | Szekeres Ferenc Babinyecz József Gonda Tibor Kónya Attila Fenyő Péter Csepel SC | 96         | Tóth Lajos Illés Antal Bene János Tóth István Joó Vilmos MAFC      | 118        |
| csapat maraton         | Sinkó György Póczos Gyula Palai József Bp. Honvéd                                 | 7:27:03,4  | Kerékjártó István Tarnóczky György Fancsali András Újpesti Dózsa                | 7:28:28,0  | Vincze István Bán György Érsek Zoltán Diósgyőri VTK                | 7:31:15,2  |
| csapat mezei futás     | Kerékjártó István Fancsali András Tarnóczky György Zsinka András Újpesti Dózsa    | 47         | Szekeres János Sinkó György Tóth László Kapcsos Tamás Bp. Honvéd                | 56         | Horváth Béla Hrenek János Brenner Pál Pfeffer Ottó Ferencvárosi TC | 66         |

### Nők
| Versenyszám        | Arany                                                                   | Arany   | Ezüst                                                                       | Ezüst   | Bronz                                                                         | Bronz   |
| ------------------ | ----------------------------------------------------------------------- | ------- | --------------------------------------------------------------------------- | ------- | ----------------------------------------------------------------------------- | ------- |
| 100 m              | Orosz Irén Újpesti Dózsa                                                | 11,98   | Siska Xénia Bp. Vasas                                                       | 12,01   | Könye Irma Bp. Honvéd                                                         | 12,02   |
| 200 m              | Orosz Irén Újpesti Dózsa                                                | 23,76   | Pál Ilona Hatvani Kinizsi                                                   | 23,79   | Séfer Rozália Szombathelyi Haladás                                            | 24,55   |
| 400 m              | Pál Ilona Hatvani Kinizsi                                               | 52,63   | Mohácsi Éva Bp. Honvéd                                                      | 52,81   | Orosz Irén Újpesti Dózsa                                                      | 53,32   |
| 800 m              | Lipcsei Irén Debreceni MTE                                              | 2:01,5  | Váczi Éva Csepel SC                                                         | 2:03,9  | Péley Bernadett Pécsi MSC                                                     | 2:05,4  |
| 1500 m             | Lázár Magdolna Debreceni MTE                                            | 4:11,1  | Lipcsei Irén Debreceni MTE                                                  | 4:12,6  | Jakab Erzsébet Bp. Honvéd                                                     | 4:16,0  |
| 3000 m             | Lázár Magdolna Debreceni MTE                                            | 9:16,9  | Völgyi Zsuzsa Ferencvárosi TC                                               | 9:18,8  | Jakab Erzsébet Bp. Honvéd                                                     | 9:19,4  |
| 4 × 100 m          | Lukics Ildikó Mohácsi Éva Forgács Judit Könye Irma Bp. Honvéd           | 46,55   | Szabó Ildikó Petrika Ibolya Hrács Piroska Krizsanyik Mária Nyíregyházi VSC  | 46,63   | Gyöngy Ibolya Juhász Erzsébet Szűk Beáta Molnár Rozália Szolnoki MÁV          | 48,12   |
| 4 × 200 m          | Lukics Ildikó Mohácsi Éva Forgács Judit Könye Irma Bp. Honvéd           | 1:36,1  | Szabó Ildikó Petrika Ibolya Krizsanyik Mária Hrács Piroska Nyíregyházi VSSC | 1:37,0  | Szanyi Erzsébet Gőcze Andrea Csonka Ildikó Séfer Rozália Szombathelyi Haladás | 1:39,3  |
| 4 × 400 m          | Lukics Ildikó Forgács Judit Mohácsi Éva Könye Irma Bp. Honvéd           | 3:37,8  | Gőcze Andrea Horváth Edit Bangó Éva Séfer Rozália Szombathelyi Haladás      | 3:45,3  | Orosz Irén Baumann Gizella Gyovai Gertrud Pomázi Irén Újpesti Dózsa           | 3:49,3  |
| 4 × 800 m          | Szűcs Kornélia Kovács Katalin Lipcsei Irén Lázár Magdolna Debreceni MTE | 8:46,6  | Váczi Éva Diószegi Éva Czene Zsuzsa Babinyecz Józsefné Csepel SC            | 8:50,4  | Marczi Erika Fessler Zsuzsa Pólya Éva Völgyi Zsuzsa Ferencvárosi TC           | 9:01,0  |
| csapat 3000 m      | Szenteleki Sára Pócza Ildikó Molnár Anna Bp. Építők                     | 23      | Völgyi Zsuzsa Pólya Éva Dani Margit Ferencvárosi TC                         | 24      | Babinyecz Józsefné Váczi Éva Czene Zsuzsa Csepel SC                           | 26      |
| 100 m gát          | Siska Xénia Bp. Vasas                                                   | 13,85   | Bartha Angéla MTK-VM                                                        | 14,27   | Vanyek Zsuzsa Komlói Bányász                                                  | 14,37   |
| 400 m gát          | Mohácsi Éva Bp. Honvéd                                                  | 57,97   | Gyovai Gertrud Újpesti Dózsa                                                | 1:00,59 | Benes Dorottya BVSC                                                           | 1:00,74 |
| magasugrás         | Mátay Andrea MAFC                                                       | 185 cm  | Sámuel Edit Bp. Spartacus                                                   | 181 cm  | Rudolf Erika Bp. Spartacus                                                    | 181 cm  |
| távolugrás         | Pap Mária Bp. Honvéd                                                    | 657 cm  | Papp Margit Csepel SC                                                       | 654 cm  | Zarnóczay Klára Nyíregyházi VSSC                                              | 638 cm  |
| súlylökés          | Irányi Margit BVSC                                                      | 15,77 m | Papp Margit Csepel SC                                                       | 15,66 m | Armuth Edit Ferencvárosi TC                                                   | 15,64 m |
| diszkoszvetés      | Herczeg Ágnes Csepel SC                                                 | 59,36 m | Varga Katalin Bp. Honvéd                                                    | 57,16 m | Csőke Katalin Csepel SC                                                       | 56,86 m |
| gerelyhajítás      | Janák Mária Bajai SK                                                    | 57,60 m | Fekete Viktória Újpesti Dózsa                                               | 57,35 m | Sopuch Margit Zalaegerszegi TE                                                | 55,40 m |
| ötpróba            | Papp Margit Csepel SC                                                   | 4675    | Vanyek Zsuzsa Komlói Bányász                                                | 4001    | Zarnóczay Klára Nyíregyházi VSSC                                              | 3970    |
| mezei futás (3 km) | Lázár Magdolna Debreceni MTE                                            | 10:04,5 | Völgyi Zsuzsa Ferencvárosi TC                                               | 10:06,1 | Horváth Janka Szombathelyi Haladás                                            | 10:08,6 |
| csapat mezei futás | Schaffer Antónia Danovszky Ferencné Lombos Éva Soroksári VOSE           | 44      | Lázár Magdolna Lipcsei Irén Szűcs Kornélia Debreceni MTE                    | 50      | Völgyi Zsuzsa Fessler Zsuzsa Dani Margit Ferencvárosi TC                      | 51      |

## Magyar atlétikai csúcsok
- 1000 m 2:18.4 ocs. Zemen János Ú.Dózsa Budapest 8. 18.
- 2000 m 5:01.9 ocs. Kispál László KBSK Budapest 5.17.
- 20 000 m 59:19.0 ocs, Fancsali András Ú.Dózsa Budapest 4. 15.
- 1 órás futás 20 240 m ocs. Fancsali András Ú.Dózsa Budapest 4. 15.